# Schwarzer-Kipferl

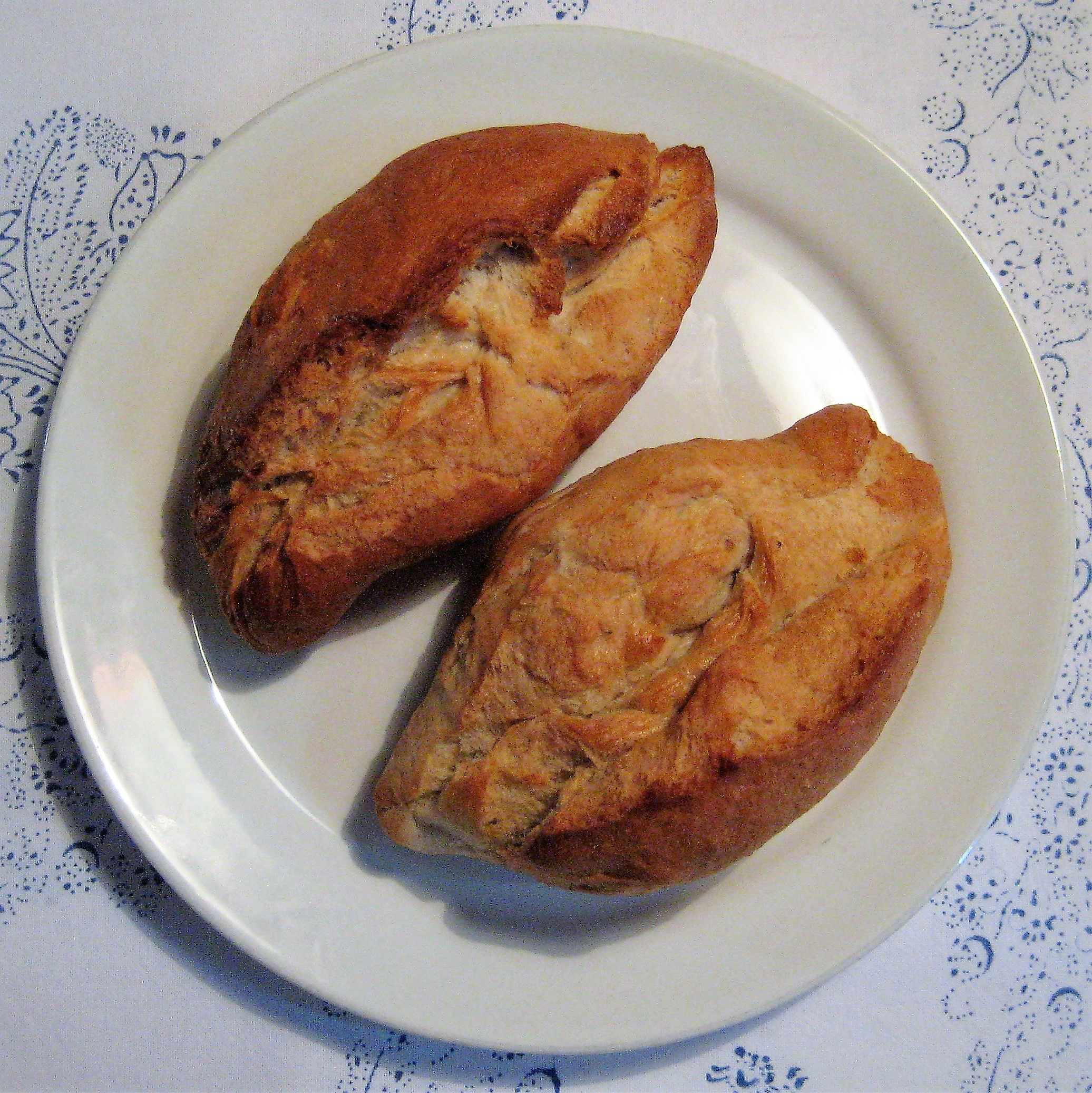
Schwarzer-Kipferl

Das Schwarzer-Kipferl, auch Schwarzer Kipferl, ist ein gewürztes Kümmel-Brötchen aus Roggen- und Weizenmehl und stellt eine regionaltypische Spezialität Bayerns dar. Es wird seit 1895 nach einem geheim gehaltenen Rezept von der im gleichen Jahr in Cham gegründeten und seit 1900 in Regensburg ansässigen Bäckerei Schwarzer handwerklich hergestellt.
Es ist nicht zu verwechseln mit dem mürben Kipferl aus süßem Teig oder dem Briochekipferl.
Das nach dem Begründer des Traditionsbackhauses Johann Schwarzer benannte Brötchen hat eine länglich-ovale Form, wird mit einer schrundig-röschen Kruste gebacken und hat einen herzhaft-würzigen Geschmack. Traditionell wird es zu Weißwurst oder Knacker und vor allem oft zu Bratwurst oder Rostbratwurst zusammen mit Sauerkraut gegessen. So gilt diese Kombination in der Historischen Wurstkuchl und vielen weiteren Gaststätten in Regensburg als „Klassiker“, wodurch das Schwarzer-Kipferl als „Regensburger Spezialität“ auch überregional bekannt wurde. Inzwischen ist das Schwarzer-Kipferl in etlichen bayrischen Biergärten und Wirtshäusern als Bestandteil der Brotzeit oder als Brotbeilage zu verschiedenen Speisen anzutreffen.
Die Bäckerei Schwarzer wurde 1895 von Johann Schwarzer in Cham in der Oberpfalz gegründet. Er bediente sich der damals fortschrittlichen Backofentechnik aus Österreich, worauf der bis heute geführte Firmennamen-Zusatz „Erstes Wiener Backhaus“ zurückgeht. Fünf Jahre später verlegte der Firmengründer seinen Betrieb in die Oberpfalzmetropole Regensburg. Dort ist das Backhaus seit 1917 in der Mittleren Altstadt, Obere Bachgasse 7 / Ecke Augustinergasse, in dem frühgotischen Albrecht-Altdorfer-Haus ansässig, das unter Denkmalschutz steht und zu den Sehenswürdigkeiten in Regensburg gehört. 1970 übernahm Erwin Weber die Bäckerei von der stadtbekannten Familie Schwarzer. 1992 übergab er die Leitung des Betriebes an seinen Sohn, Bäckermeister Rudolf Weber, der seither den Betrieb mit seiner handwerklichen Backtradition weiterführt.